# Vii (film din 1967)
Vii (în rusă Вий) este un film de groază sovietic din 1967 regizat de Konstantin Erșov și Gheoghi Kropaciov.

## Distribuție
- Leonid Kuravliov – Homa Brutus
- Natalia Varlei – domnișoara, fiica centurionului
- Alexei Glazîrin – centurionul
- Vadim Zaharcenko – teologul
- Nikolai Kutuzov – vrăjitorul

## Lansare
A fost lansat în anul 1967 și a avut parte de mare succes comercial, fiind vizionat de 32,6 milioane de spectatori în cinematografele din Uniunea Sovietică.

## Legături externe
- Viy la Internet Movie Database
- Viy la Allmovie
- Viy (1967) la Rotten Tomatoes